# 山东航空
山东航空股份有限公司（简称：山航，SDA）是山东省设立的航空公司，现由中国国际航空公司控股。
山东航空集团于1994年3月12日经中国国家民航总局和中共山东省委、省人民政府批准成立，总部在济南。主要股东包括中国国际航空公司、山东省经济开发投资公司等。山东航空在省内设立了多個子公司，山东航空还持有四川航空股份有限公司10%的股份。
山航目前经营航线220多条，每周700多个航班飞往全国40多个大中城市。山航曾在2002年获得中国民航飞行安全的最高荣誉“金鹰杯”。山东航空是中国第11届全国运动会的合作伙伴。
由於山東航空的准点率高于中国其他航空公司并多次夺冠，也被網民戏稱為「閃電航空」或“中国版俄航”。不过山東航空官方认为这些说法偏離客觀。

## 发展历史
1994年3月12日，山东航空公司成立，并于同年8月8日成立董事会，正式组建山东航空有限责任公司。
1994年8月16日，该公司购买首架运七型客机，并于10月10日通过中国民航总局的检查验收。
1994年11月5日，中国民航总局为山东航空公司颁发经营许可证。12月26日开通济南-济宁省内航线。
1995年5月18日，该公司与美国波音公司签订购机合同，并决定从南航转租4架瑞典SAAB-340型飞机，而且创造了投入运营第一年事故征候为零的成绩。
1996年，山东航空接收3架737-300型干线客机。
1999年12月13日，山航股份正式注册成立。
2000年，山航先后有意通过重组中国西北航空公司进军西部市场、通过重组山西航空扩大山西等中西部支线网络，但最终都未能成功。

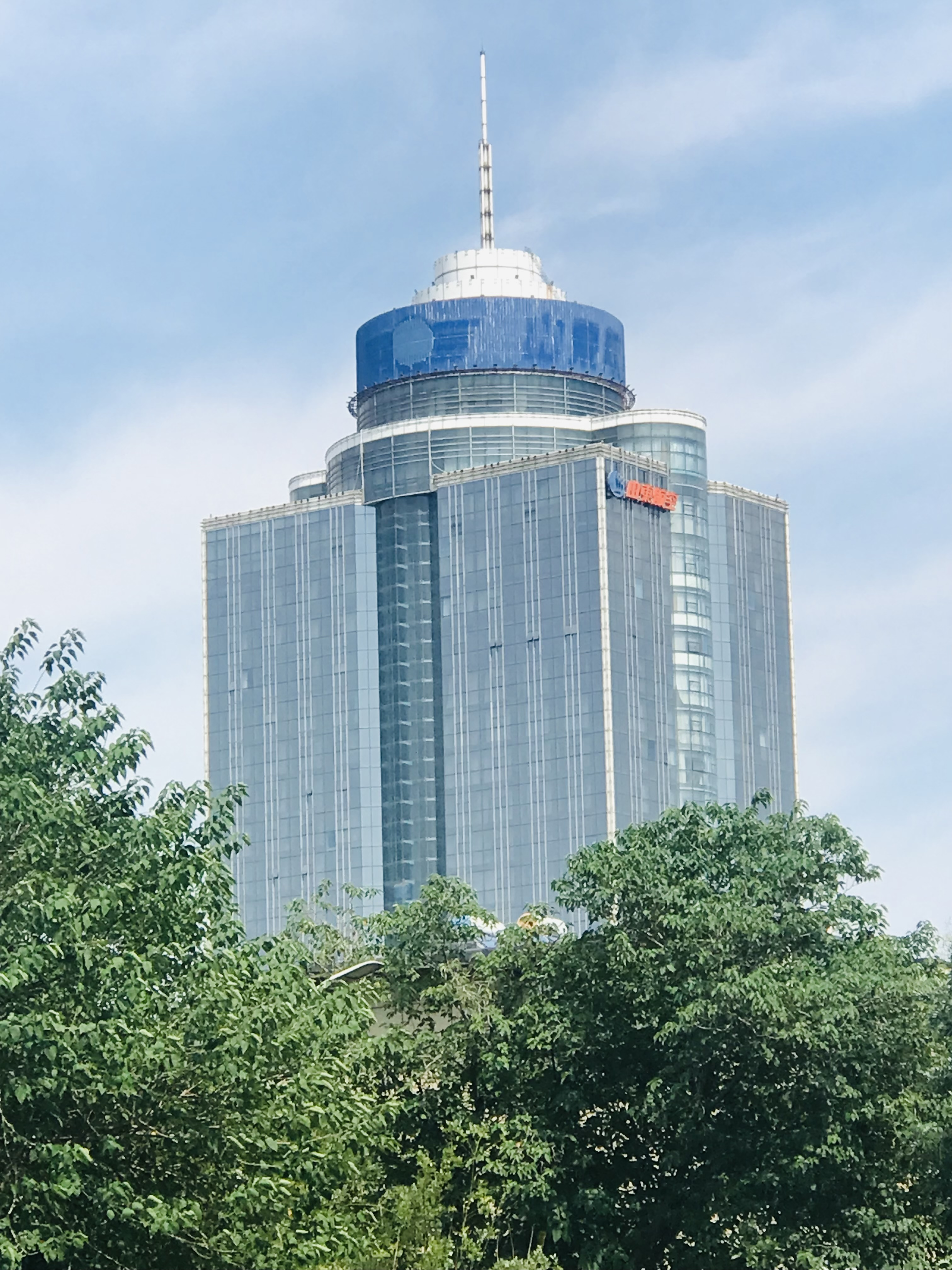
山东航空大厦

中国加入WTO后还联合香港中富航空有限公司和山航集团，对山东航空彩虹公务机有限公司进行重组，计划引进4架挑战者604公务机（实际引进2架）。为了增强短途载客、包机和旅游观光飞行能力，山航还引进了5架赛斯纳208“大篷车”飞机，后续也加入到了彩虹公务机公司。
2002年，山航拿出3500万参与组建四川航空股份有限公司，占股10%。
2016年，山東航空實現營業收入 137.42 億元，同比增長 13.49%。其中，航空運輸收入為 133.02 億元，同比增長 12.21%。實現歸屬於母公司淨利潤 5.33 億元，同比增長 0.11%。
2021年，山航股份在2021年度经审计期末净资产为负值，自2022年4月1日起被实施退市风险警示。2023年一季报，中国国航已取得山航的控制权。2023年4月29日，公司披露股票交易被实施退市风险警示后的首个年度报告显示，2022年度山航股份经审计期末净资产为-78.07亿元人民币，已触及深交所规定的股票终止上市情形。同年7月10日，山航股份正式摘牌。

### 飛行常客獎勵计划
山航原有飞行常客奖励计划名为“彩虹常旅客”计划，2004年11月1日，山航将自身的常旅客计划并入中国国际航空公司的“凤凰知音”（Phoenix Miles，原名国航知音）常旅客计划。目前，乘坐山航班机累计及兑换里程的标准与国航一致。

### 两岸包机
山东航空是第一家运营两岸平日包机青岛流亭—台北桃园航线的航空公司。2008年12月26日下午15时，山东航空编号为B-5351的波音737-800飞机由青岛流亭国际机场起飞并于2小时6分钟后抵达臺灣桃園國際機場，同日18时41分再由台北起飞经2小时4分钟抵达青岛，完成了山航暨青岛航点的首航任务。

## 機隊

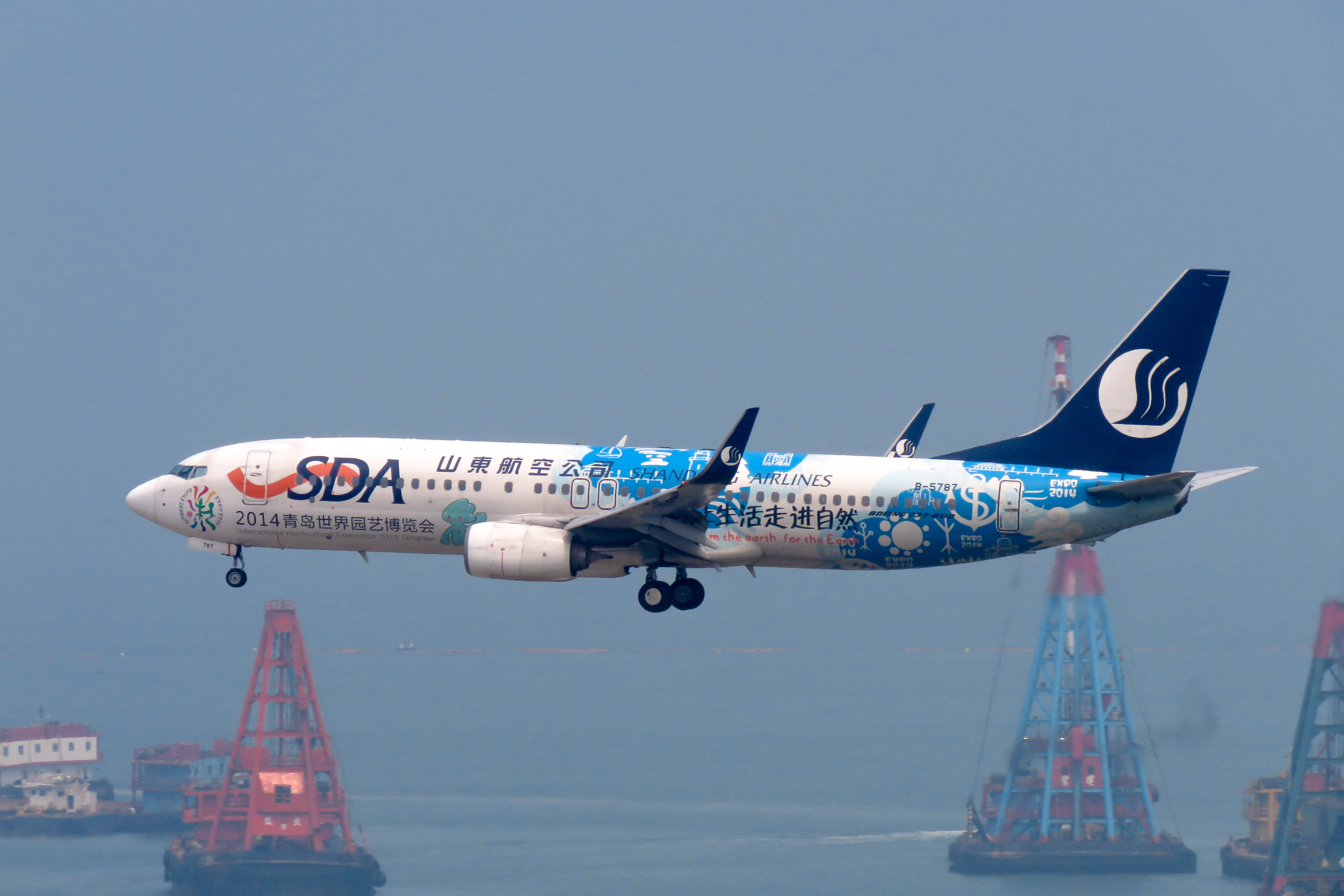
山東航空的波音737-800型客機即將降落於香港国际机场

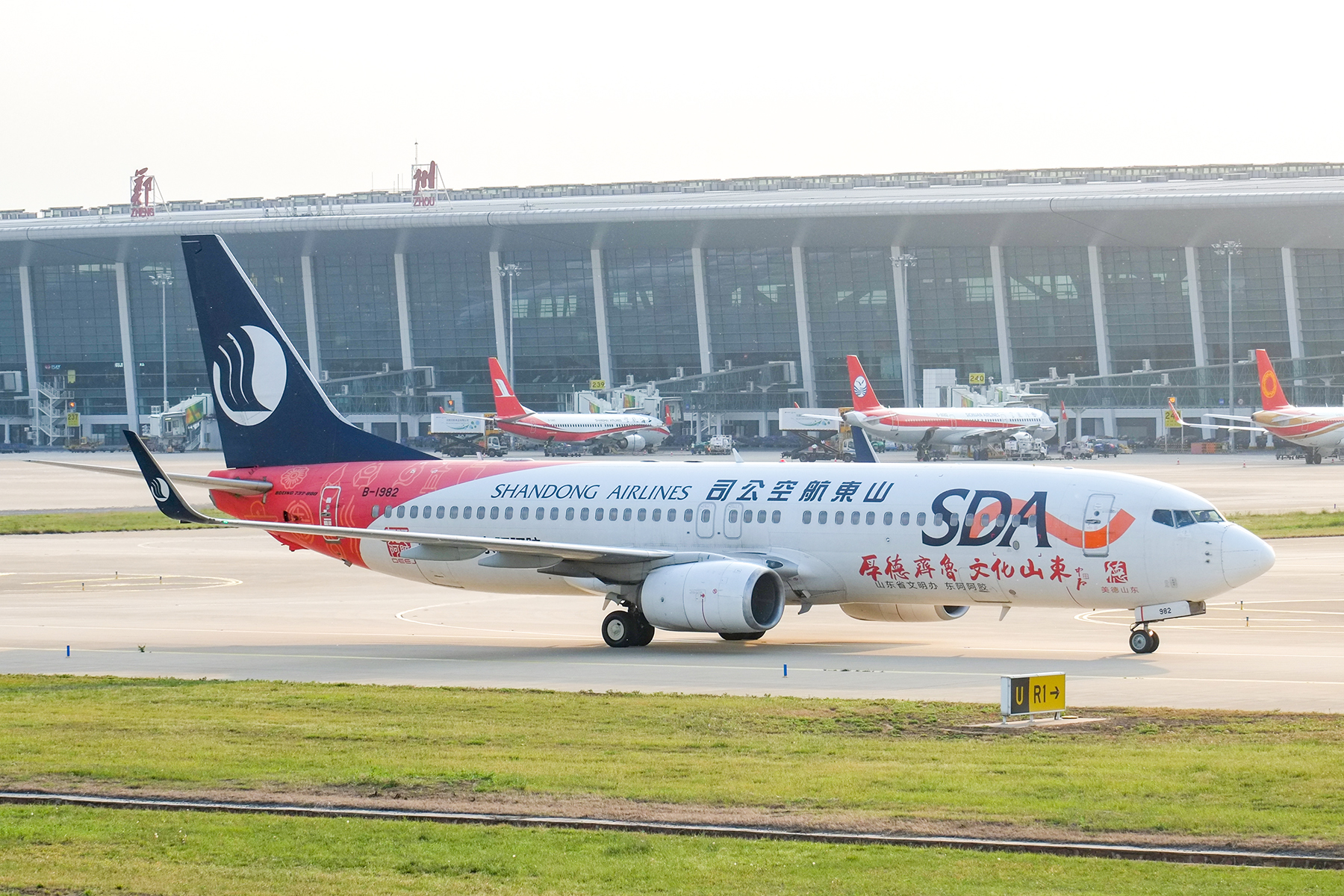
山東航空的波音737-800型客機在郑州新郑国际机场滑行（B-1982“东阿阿胶”彩绘机）

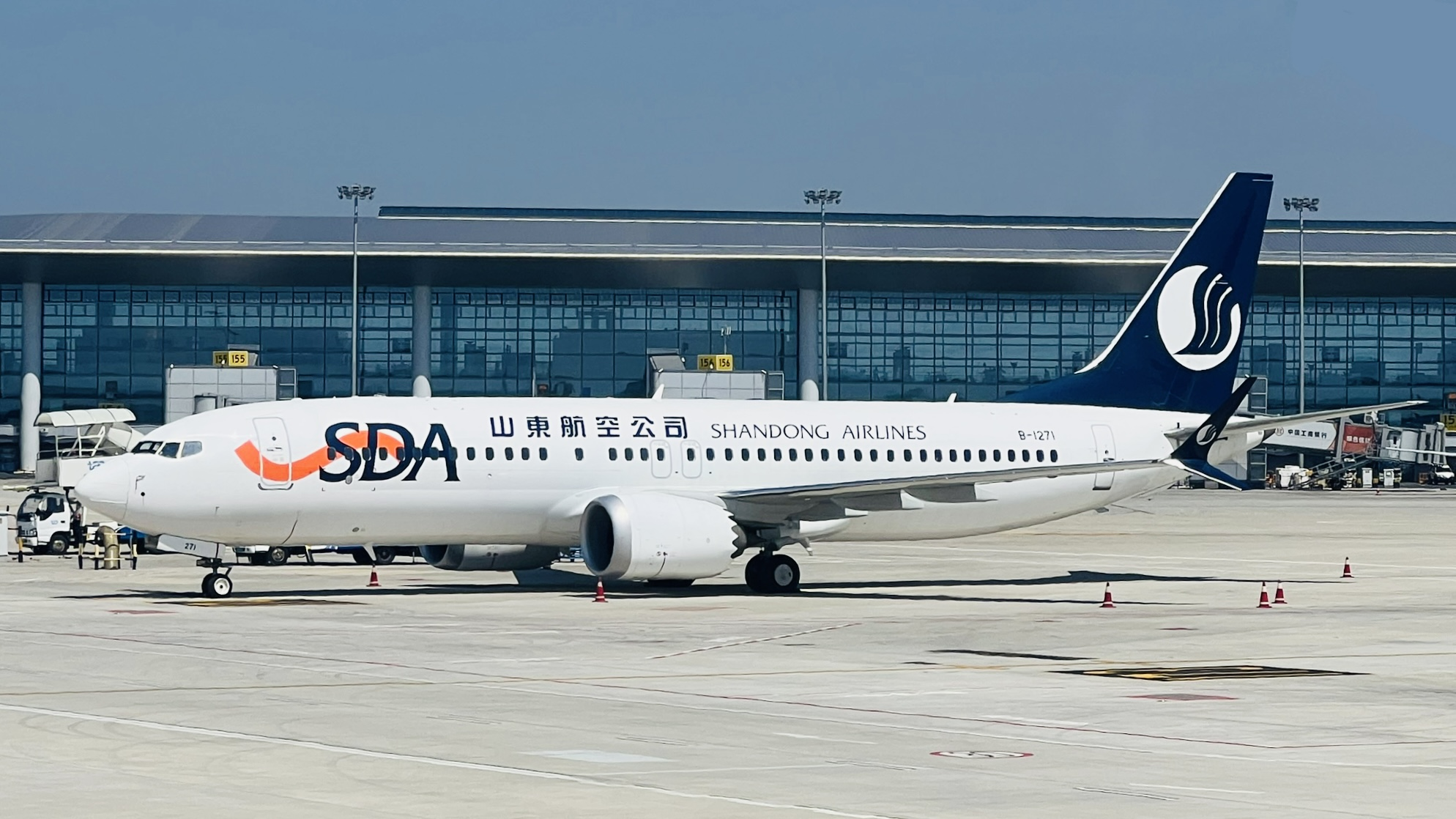
停泊于青岛胶东国际机场的山东航空波音737 MAX

2014年4月21日山东航空向波音公司购买16架波音737-800型飞机和34架波音737 MAX飞机，订单总价值46亿美元，預定於2016至2020年間交付。
山航曾有8架萨博340型飞机以及数架龐巴迪CRJ200，CRJ700型客机，目前均已退役。
2014年8月20日，波音737-300机型正式退出山航机队。
2015年7月2日，庞巴迪CRJ-200机型正式退出山航机队。
2018年1月15日，庞巴迪CRJ-700机型正式退出山航机队。
截至2019年3月，山东航空机队拥有以下飞机，平均机龄为5.4年：

### 已退役

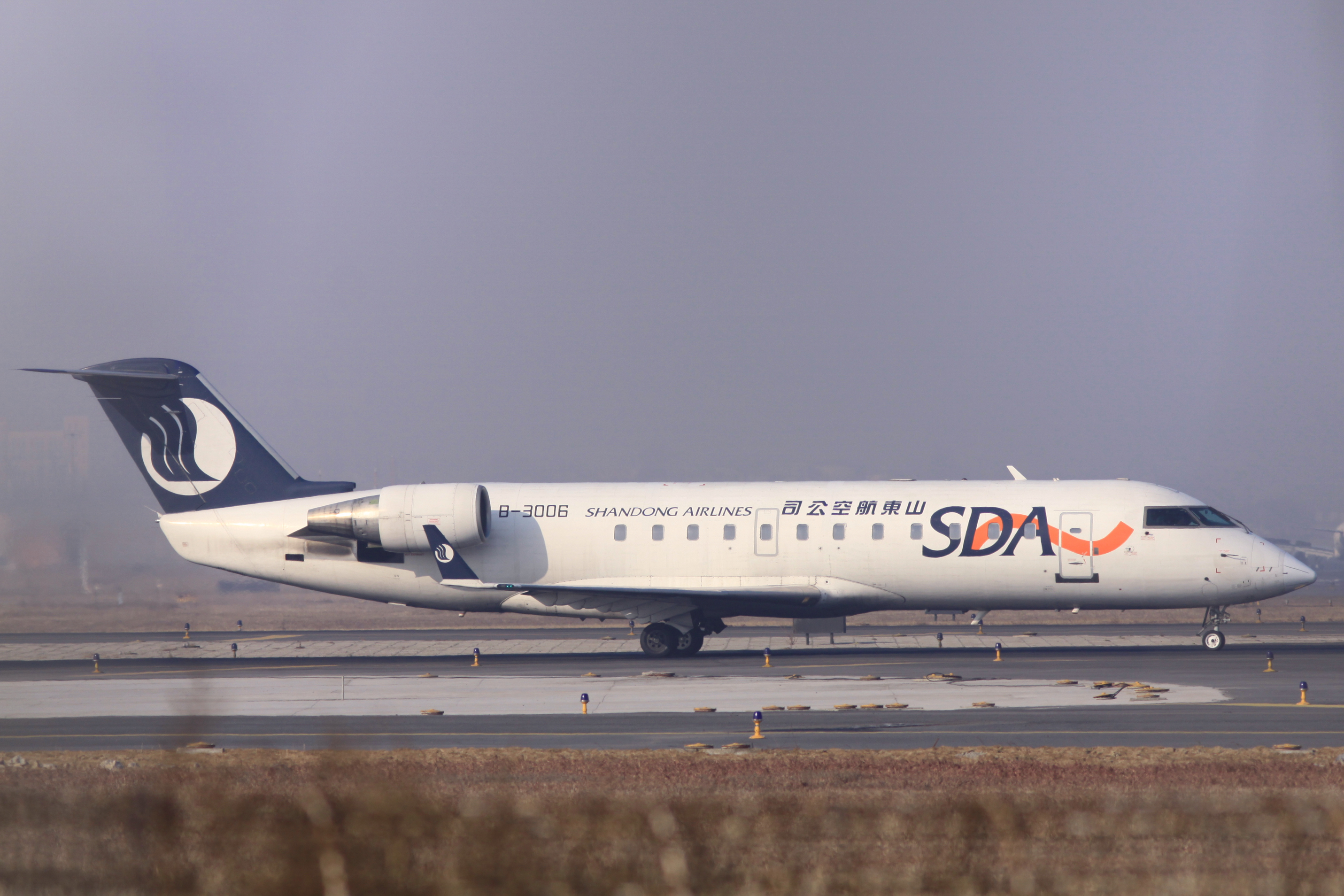
CRJ-200LR

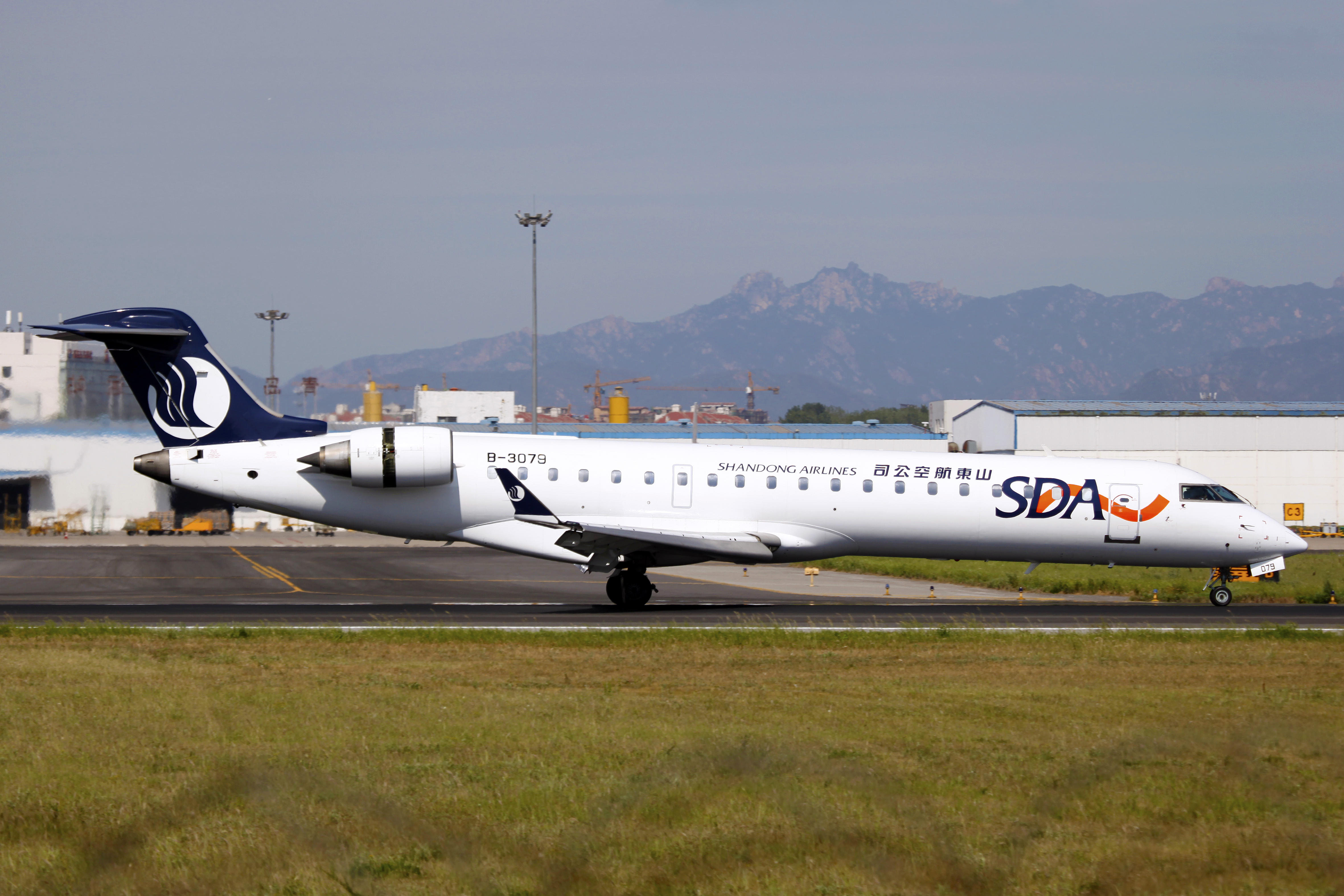
山東航空一架龐巴迪CRJ700ER在青島流亭國際機場滑行

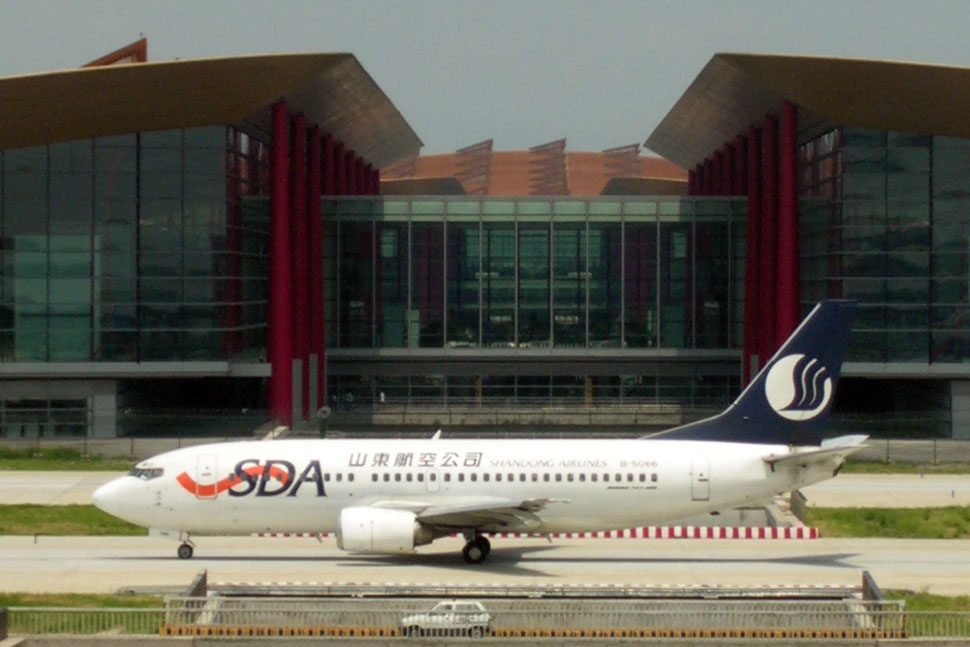
山東航空的波音737-300型客機在北京首都国际机场三号航站楼间滑行

| 机型      | 数量 | 备注 |
| --------- | ---- | --- |
| 萨博340   | 4    | 前中国南方航空机队                                                                                          |
| CRJ-200ER | 12   | 其中注册号B-3008、B-3009、B-3007、B-3006、B-3005后转让给江苏公务航空,B-3001、B-3012、B-3016后转让给华夏航空 |
| CRJ-700   | 2    | |

## 争议事件

### 员工和旅客起冲突
2020年5月6日，在贵阳龙洞堡国际机场，山东航空两名乘务员与一名身穿黑色衣服的乘客发生冲突。翌日山航表示，经机场公安调查，认定双方均有责任。该公司称，将依据相关规定对涉事员工作出处理，对因事件造成的影响表示诚挚歉意，同时将进一步加强管理。

### 飞机偏出跑道
2023年7月30日，山东航空SC8856南昌—济南的航班，在济南机场19号跑道着陆过程中偏出跑道，导致跑道边灯和飞机受损。

## 融资
山东航空股票在2000年至2023年在深圳证券交易所向境外发行境内上市外资股（B股），名称为山航证券，深交所除牌前：200152，简称：山航B退。然而B股融资效果不好，且山航作为地方航空公司，其航班量相对较小导致利润不高。另外，高铁在山东的扩张，以及国有航司的扩张影响下，使得该航司资金问题日趋严重。2020年开始的疫情最终使得山东航空损失惨重，净资产为负被迫退市。后被中国国航接手控股。

## 轶闻
山东航空为中国其他航空公司相比准点率更高，且多提前到达，其到港准点率在2019年和2020年为全国主要航司第一名。而在雨、雾、霾等其他航司通常延误航班的恶劣天气情况下，山东航空仍然可以准时起飞。因航司英文缩写为SDA，网友调侃其为闪电航空（Shan Dian Airline），也有调侃为其流程——Shua（起飞拟声） Duang（降落拟声） Arrival（抵达一词的英文）。另外也被民間稱為「三大神奇交通工具」之首（其餘兩個為武漢巴士和重慶的士）。
实际上，山东航空在2005年起开始于其飞机上安装平视显示器进行测试，是为中国大陆最早应用也是目前装载该设备最多的航空公司，这个技术帮助了山航提高准点率。另外在山航建立初期，因飞行员多为空军飞行员退伍转业，使得公司飞行文化融入技术过硬和不凡胆量。